# 佐世保地方隊
佐世保地方隊（させぼちほうたい、英称：Sasebo District）は海上自衛隊の地方隊のひとつ。主要部隊は長崎県佐世保市にある佐世保基地（住所は長崎県佐世保市平瀬町無番地）（させぼきち、JMSDF Sasebo Naval Base）に配備されている。対馬海峡の警戒監視や南西諸島などの島嶼地域の防備を担っている。

## 概要
「西海の護り」を任務とし、1953年（昭和28年）9月16日、保安庁警備隊に新編された。佐世保地方隊の新編に際して警備隊では当初から佐世保を候補としていたが、太平洋戦争後の佐世保市は「旧軍港市転換法」により、平和産業都市への転換を図っていた。そのため、警備隊の誘致には必ずしも積極的ではなかった。そこへ伊万里市が積極的に警備隊基地の誘致運動を起こしてきた。佐世保市でもにわかに誘致する希望が高まり、水産基地として整備を始めた旧海軍防備隊跡地（干尽地区）の提供を決めた。最終的には木村篤太郎保安庁長官が佐世保、伊万里両市を視察し、佐世保に警備隊の基地を置くことが決定された。
警備区域は、対馬海峡及び日本海側は山口県以西で太平洋側は鹿児島県以南の西方（山口県（山口市、防府市、下松市、岩国市、光市、柳井市、周南市、大島郡、玖珂郡及び熊毛郡を除く。）、福岡県、佐賀県、長崎県、熊本県、鹿児島県及び沖縄県の区域並びに島根県と山口県の境界線が海岸線と交わる点から315度に引いた線及び宇部市と山口市の境界線が海岸線と交わる点と福岡県と大分県の境界線が海岸線と交わる点とを結んだ線と宮崎県と鹿児島県の境界線が海岸線と交わる点から170度に引いた線との間にあるこれらの県の沿岸海域。
主な任務は、担当警備区域内の警備及び防衛、災害派遣、自衛艦隊等の正面部隊に対する後方支援、機雷・爆発性危険物の除去及び処理、民生協力等である。
佐世保地方隊所属の艦艇の実力部隊としては、第3ミサイル艇隊と下関基地隊に第43掃海隊及び沖縄基地隊に第46掃海隊が配備されているが、佐世保地方総監は、必要に応じフォースユーザー（事態対処責任者）として、護衛艦隊や航空集団から提供された護衛艦や回転翼機を運用して事態対処にあたる。
近年では北朝鮮への工作船などに備えるため「はやぶさ型」ミサイル艇なども順次配備され、対馬防備隊も設置されている。

## 沿革
- 1953年（昭和28年）

9月16日：保安庁警備隊に「佐世保地方隊」が新編。横須賀地方隊隷下の西部航路啓開隊「下関航路啓開隊」が「下関基地隊」に改称され、佐世保地方隊隷下に編入。
※新編時の佐世保地方隊の編成（佐世保地方総監部、下関基地隊、佐世保基地警防隊）
※新編時の佐世保地方総監部の編成（総務部、警備部、航路啓開部、経理補給部、技術部）
10月16日：総監部組織の改組（航路啓開部の廃止、調査室の設置、通信所の昇格）
11月1日：下関基地隊隷下に第6掃海隊・第7掃海隊を新編。
12月1日：「鹿屋航空隊」を新編。冷戦後は朝鮮半島有事に備えて装備が強化されている。
下関基地隊隷下に六連警備所を新編。
- 1954年（昭和29年）

7月1日：「防衛庁」が創設され、「海上自衛隊」が発足。
- 1955年（昭和30年）

5月1日：「佐世保通信隊」を新編。
12月16日：「鹿屋第2航空隊」を新編。
- 1956年（昭和31年）

5月26日：警備艦「はるかぜ」が就役、佐世保地方隊に編入。
12月1日：鹿屋第2航空隊を「大村航空隊」に改称。
- 1957年（昭和32年）

3月26日：佐世保地方総監部が干尽町から現在地（平瀬町）に移転。
3月30日：大村航空隊が大村航空基地に移動完了。
- 1958年（昭和33年）

5月16日：佐世保基地警防隊に「佐世保防備隊」を新編。
- 1959年（昭和34年）

6月1日：佐世保基地警防隊が「佐世保警備隊」に改称。
- 1961年（昭和36年）

2月1日：総監部組織の改組（総務部を廃止し人事部を新設、防衛部に第1～第4幕僚班を設置）
「佐世保補給所」及び「佐世保工作所」を新編。
9月1日：鹿屋航空隊が「第1航空群」に改編され、航空集団隷下に編成替え。「鹿屋航空工作所」を新編。
- 1962年（昭和37年）

2月1日：佐世保防備隊に「奄美基地分遣隊」を新編。
3月31日：下関基地隊隷下の第6掃海隊が廃止。
7月1日：総監部組織の改組（副総監を設置）
8月15日：下関基地隊隷下に第13掃海隊が呉地方隊から編入。
- 1965年（昭和40年）

3月25日：「佐世保教育隊」を新編。
- 1966年（昭和41年）

3月31日：下関基地隊隷下の第13掃海隊が廃止。第21掃海隊が第1掃海隊群から編入。
- 1968年（昭和43年）

3月31日：総監部新庁舎が竣工。
- 1970年（昭和45年）

3月2日：総監部組織の改組（副総監を廃止し幕僚長を設置、人事部を管理部に改称、第1～第4幕僚班を幕僚室に改称、第5幕僚室を新設、監察官を新設）
「対馬防備隊」、「佐世保造修所」、「佐世保衛生隊」を新編。佐世保工作所を廃止。
10月1日：奄美基地分遣隊を佐世保警備隊隷下に編成替え。
- 1971年（昭和46年）

8月26日：「第34護衛隊」を新編。
5月15日：「臨時勝連施設管理隊」を新編。
7月16日：臨時勝連施設管理隊が廃止、「臨時沖縄基地派遣隊」を新編。
- 1973年（昭和48年）

3月20日：下関基地隊隷下に第43掃海隊が第2掃海隊群から編入。
3月31日：下関基地隊隷下の第21掃海隊が廃止。
10月16日：臨時沖縄基地派遣隊が廃止、「沖縄基地隊」を新編。
- 1976年（昭和51年）

5月11日：「佐世保音楽隊」を新編。
- 1977年（昭和52年）

3月15日：「佐世保水雷調整所」を新編。
12月1日：「第11護衛隊」が第3護衛隊群から編入。
12月27日：佐世保防備隊に「佐世保水中処分隊」を新編。沖縄基地隊に「沖縄水中処分隊」を新編。
- 1985年（昭和60年）

7月1日：「佐世保水雷整備所」を新編。佐世保水雷調整所を廃止。
- 1987年（昭和62年）

2月20日：第11護衛隊が廃止。「第21護衛隊」が第3護衛隊群から編入。
7月1日：部隊改編により、佐世保防備隊が廃止。警備隊の組織改編及び「佐世保基地業務隊」を新編。
- 1988年（昭和63年）

3月23日：下関基地隊隷下の第43掃海隊が廃止。第11掃海隊が第1掃海隊群から編入。
- 1991年（平成3年）

3月29日：「佐世保誘導弾整備所」を新編。
6月20日：第21護衛隊が廃止。「第39護衛隊」を新編。
- 1997年（平成9年）

3月19日：隊番号の改正により、下関基地隊隷下の第11掃海隊が第43掃海隊に改称。
3月24日：隊番号の改正により、第34護衛隊が第23護衛隊に、第39護衛隊が第26護衛隊に改称。
- 1998年（平成10年）

12月8日：補給整備部門の組織改編。
1. 佐世保補給所と佐世保造修所が統合され「佐世保造修補給所」に改編。
2. 水雷整備所と誘導弾整備所が統合され「佐世保弾薬整備補給所」に改編。
3. 鹿屋航空工作所が第1航空修理隊に改編され航空集団隷下に編成替え。

- 2002年（平成14年）

3月22日：佐世保通信隊が「佐世保システム通信隊」に改編されシステム通信隊群隷下に編成替え。
- 2003年（平成15年）

3月24日：佐世保警備隊に「第3ミサイル艇隊」を新編。
- 2008年（平成20年）

3月26日：体制移行による部隊改編。
1. 第23護衛隊が「第13護衛隊」に、第26護衛隊が「第16護衛隊」に改称され護衛艦隊隷下に編成替え。
2. 大村航空隊が第22航空群隷下に編成替えとなり第22航空隊等に改編。

- 2010年（平成22年）

3月26日：下関基地隊の六連警備所が廃止。
- 2017年（平成29年）

4月1日：総監部内部の組織改編により政策補佐官を廃止し参事官を新設。
4月3日：部隊改編により地方隊直轄艦艇（「あまくさ」、「輸送艇1号」）を佐世保警備隊隷下に編成替え。
- 2022年（令和4年）

3月17日：自衛隊佐世保病院が廃止され、佐世保衛生隊と統合。病床が50から19に縮小され、佐世保衛生隊隷下の「診療所」に改編。
4月7日：佐世保警備隊隷下の輸送艇1号を除籍。

## 編成
※ 令和4年3月17日時点
- 佐世保地方総監部（佐世保基地：長崎県佐世保市）
- 下関基地隊（下関基地：山口県下関市）
  - 第43掃海隊（掃海艇「とよしま」・「うくしま」）
- 沖縄基地隊（沖縄基地：沖縄県うるま市）
  - 沖縄水中処分隊（「水中処分母船6号」）
  - 第46掃海隊（掃海艇「ししじま」・「くろしま」）
- 佐世保教育隊（崎辺地区）
- 佐世保警備隊（平瀬地区）
  - 佐世保陸警隊
  - 佐世保港務隊
  - 佐世保水中処分隊（「水中処分母船5号」）
  - 奄美基地分遣隊（奄美基地：鹿児島県大島郡瀬戸内町）
  - 第3ミサイル艇隊（ミサイル艇「おおたか」・「しらたか」）
  - 多用途支援艦「あまくさ」
- 対馬防備隊（長崎県対馬市）：陸上自衛隊の第4師団対馬警備隊（隊長は1等陸佐）とともに、対馬の防備に当たっている。
  - 壱岐警備所:（長崎県壱岐市）
  - 上対馬警備所（長崎県対馬市）
  - 下対馬警備所（長崎県対馬市）
- 佐世保弾薬整備補給所（崎辺地区）
- 佐世保造修補給所（立神地区）
  - 佐世保磁気測定所
- 佐世保基地業務隊（干尽地区）
- 佐世保衛生隊
- 佐世保音楽隊

## 主要幹部
| 官職名         | 階級    | 氏名     | 補職発令日     | 前職                                                       |
| -------------- | ------- | -------- | -------------- | ---------------------------------------------------------- |
| 佐世保地方総監 | 海将    | 福田達也 | 2025年03月24日 | 呉地方総監                                                 |
| 幕僚長         | 海将補  | 山野太資 | 2025年08月01日 | 防衛装備庁長官官房艦船設計官                               |
| 参事官         | 事務官  | 村田宇弘 | 0000年00月00日 |                                                            |
| 管理部長       | 1等海佐 | 浅利進吾 | 2024年08月19日 | 自衛艦隊司令部作戦幕僚部運用総括幕僚 兼 護衛艦隊司令部勤務 |
| 防衛部長       | 1等海佐 | 濱﨑真吾 | 2025年08月01日 | 佐世保地方総監部防衛部勤務                                 |
| 経理部長       | 1等海佐 | 多田浩二 | 2025年03月24日 | 海上幕僚監部装備計画部 装備需品課補給管理室長              |
| 技術補給監理官 | 1等海佐 | 髙橋正浩 | 2023年10月01日 | 佐世保造修補給所長（兼任）                                 |
| 監察官         | 2等海佐 | 奥村博隆 | 2024年05月27日 | 佐世保海上訓練指導隊副長 兼 指導部長                       |

| 代 | 氏名       | 在職期間                      | 出身校・期                     | 前職                                          | 後職                              | 備考                               |
| -- | ---------- | ----------------------------- | ------------------------------ | --------------------------------------------- | --------------------------------- | ---------------------------------- |
| 01 | 中山定義   | 1953年9月16日 1954年9月19日   | 海兵54期・ 海大36期            | 第二幕僚監部総務部総務課長                    | 海上自衛隊幹部学校長              | 警備監補 / 海将補                  |
| 02 | 寺井義守   | 1954年9月20日 1957年7月31日   | 海兵54期・ 海大36期            | 第二幕僚監部警備部長                          | 鹿屋航空隊司令                    | 海将補                             |
| 03 | 渡辺信義   | 1957年8月1日 1958年7月31日    | 東高船（航） 昭和2年卒         | 海上幕僚監部経理補給部長                      | 海上幕僚副長                      |                                    |
| 04 | 安藤平八郎 | 1958年8月1日 1960年7月31日    | 東高船（機） 昭和2年卒         | 海上幕僚監部技術部長                          | 海上幕僚監部付 →1960年8月1日 退職 |                                    |
| 05 | 石渡 博    | 1960年8月1日 1961年7月31日    | 海兵55期・ 海大37期            | 海上幕僚監部技術部長                          | 海上幕僚副長                      | 就任時海将補 1960年9月1日 海将昇任 |
| 06 | 魚住順治   | 1961年8月1日 1962年7月15日    | 海機37期・ 海大機関学生        | 海上幕僚監部技術部長                          | 呉地方総監                        |                                    |
| 07 | 三上作夫   | 1962年7月16日 1963年6月30日   | 海兵56期・ 海大37期            | 護衛艦隊司令官                                | 自衛艦隊司令官                    |                                    |
| 08 | 山下雅夫   | 1963年7月1日 1964年12月15日   | 海兵57期                       | 護衛艦隊司令官                                | 横須賀地方総監                    |                                    |
| 09 | 大野義高   | 1964年12月16日 1966年5月15日  | 海兵59期                       | 航空集団司令官                                | 海上幕僚監部付 →1966年7月1日 退職 |                                    |
| 10 | 古舘早磨   | 1966年5月16日 1968年6月30日   | 海機41期                       | 海上幕僚監部総務部長                          | 退職                              |                                    |
| 11 | 水谷秀澄   | 1968年7月1日 1970年12月31日   | 海兵62期                       | 大湊地方総監                                  | 退職                              |                                    |
| 12 | 谷川清澄   | 1971年1月1日 1973年6月30日    | 海兵66期                       | 練習艦隊司令官 →1970年12月16日 海上幕僚監部付 | 退職                              |                                    |
| 13 | 藪下利治   | 1973年7月1日 1974年12月4日    | 海兵66期                       | 海上自衛隊幹部学校長                          | 退職                              |                                    |
| 14 | 今井梅一   | 1974年12月5日 1975年11月30日  | 海兵67期                       | 舞鶴地方総監                                  | 退職                              |                                    |
| 15 | 門脇尚一   | 1975年12月1日 1977年6月30日   | 海兵69期                       | 海上自衛隊第1術科学校長                       | 退職                              |                                    |
| 16 | 矢田次夫   | 1977年7月1日 1979年1月31日    | 海兵72期                       | 海上幕僚監部防衛部長                          | 自衛艦隊司令官                    |                                    |
| 17 | 前田優     | 1979年2月1日 1980年2月14日    | 海兵73期                       | 海上自衛隊第1術科学校長                       | 自衛艦隊司令官                    |                                    |
| 18 | 杉浦喜義   | 1980年2月15日 1981年6月30日   | 海兵73期                       | 教育航空集団司令官                            | 退職                              |                                    |
| 19 | 安陪祐三   | 1981年7月1日 1984年1月16日    | 海兵75期                       | 潜水艦隊司令官                                | 横須賀地方総監                    |                                    |
| 20 | 重野正夫   | 1984年1月17日 1985年12月19日  | 海兵75期・ 中央大学 昭和27年卒 | 航空集団司令官                                | 退職                              |                                    |
| 21 | 高崎郁男   | 1985年12月20日 1987年7月6日   | 海保大1期・ 4期幹候            | 大湊地方総監                                  | 自衛艦隊司令官                    |                                    |
| 22 | 金崎實夫   | 1987年7月7日 1988年7月6日     | 海保大2期・ 6期幹候            | 大湊地方総監                                  | 自衛艦隊司令官                    |                                    |
| 23 | 佐久間一   | 1988年7月7日 1989年8月30日    | 防大1期                        | 海上自衛隊幹部学校長                          | 海上幕僚長                        |                                    |
| 24 | 岡部文雄   | 1989年8月31日 1991年6月30日   | 防大2期                        | 舞鶴地方総監                                  | 海上幕僚長                        |                                    |
| 25 | 岩澤 徹    | 1991年7月1日 1992年6月15日    | 防大3期                        | 護衛艦隊司令官                                | 退職                              |                                    |
| 26 | 林崎千明   | 1992年6月16日 1993年6月30日   | 防大4期                        | 大湊地方総監                                  | 海上幕僚長                        |                                    |
| 27 | 内田耕太郎 | 1993年7月1日 1994年6月30日    | 防大4期                        | 舞鶴地方総監                                  | 退職                              |                                    |
| 28 | 夏川和也   | 1994年7月1日 1996年3月24日    | 防大6期                        | 海上幕僚副長                                  | 海上幕僚長                        |                                    |
| 29 | 杉本 光    | 1996年3月25日 1997年3月25日   | 防大6期                        | 需給統制隊司令                                | 退職                              |                                    |
| 30 | 金子 豊    | 1997年3月26日 1998年6月30日   | 防大9期                        | 大湊地方総監                                  | 退職                              |                                    |
| 31 | 石山 嵩    | 1998年7月1日 1999年7月8日     | 防大9期                        | 護衛艦隊司令官                                | 退職                              |                                    |
| 32 | 石川 亨    | 1999年7月9日 2001年3月26日    | 防大11期                       | 教育航空集団司令官                            | 海上幕僚長                        |                                    |
| 33 | 勝山 拓    | 2001年3月27日 2002年3月21日   | 防大12期                       | 護衛艦隊司令官                                | 自衛艦隊司令官                    |                                    |
| 34 | 尾崎通夫   | 2002年3月22日 2004年3月28日   | 防大13期                       | 大湊地方総監                                  | 退職                              |                                    |
| 35 | 中尾誠三   | 2004年3月29日 2005年7月27日   | 防大14期                       | 潜水艦隊司令官                                | 退職                              |                                    |
| 36 | 香田洋二   | 2005年7月28日 2007年3月27日   | 防大16期                       | 統合幕僚会議事務局長                          | 自衛艦隊司令官                    |                                    |
| 37 | 赤星慶治   | 2007年3月28日 2008年3月23日   | 防大17期                       | 航空集団司令官                                | 海上幕僚長                        |                                    |
| 38 | 加藤 保    | 2008年3月24日 2009年7月20日   | 防大17期                       | 海上幕僚副長                                  | 退職                              |                                    |
| 39 | 加藤耕司   | 2009年7月21日 2012年3月30日   | 防大20期                       | 海上幕僚副長                                  | 退職                              |                                    |
| 40 | 吉田正紀   | 2012年3月30日 2014年3月28日   | 防大23期                       | 海上自衛隊幹部学校長                          | 退職                              |                                    |
| 41 | 池田徳宏   | 2014年3月29日 2015年8月3日    | 防大25期                       | 護衛艦隊司令官                                | 呉地方総監                        |                                    |
| 42 | 山下万喜   | 2015年8月4日 2016年12月21日   | 防大27期                       | 海上自衛隊幹部学校長                          | 自衛艦隊司令官                    |                                    |
| 43 | 佐藤 誠    | 2016年12月22日 2017年12月19日 | 防大26期                       | 海上自衛隊補給本部長                          | 退職                              |                                    |
| 44 | 菊地 聡    | 2017年12月20日 2019年8月22日  | 防大28期                       | 舞鶴地方総監                                  | 退職                              |                                    |
| 45 | 中尾剛久   | 2019年8月23日 2020年8月24日   | 防大29期                       | 舞鶴地方総監                                  | 退職                              |                                    |
| 46 | 出口佳努   | 2020年8月25日 2021年12月21日  | 岡山大学・ 37期幹候            | 海上幕僚副長                                  | 退職                              |                                    |
| 47 | 西 成人    | 2021年12月22日 2023年8月28日  | 防大30期                       | 海上幕僚副長                                  | 退職                              |                                    |
| 48 | 俵 千城    | 2023年8月29日 2025年3月23日   | 防大33期                       | 潜水艦隊司令官                                | 統合作戦副司令官                  |                                    |
| 49 | 福田達也   | 2025年3月24日                 | 防大34期                       | 呉地方総監                                    |                                   |                                    |